# Vasoorimala
Vasoorimala là nữ thần bệnh tật được tôn thờ ở nhiều vùng của Kerala, Ấn Độ. Bà được tôn thờ như một Upa Devata (vị thần phụ) trong các ngôi đền Bhadrakali hoặc Shiva. Vasoorimala được cho là vị thần của các bệnh truyền nhiễm do virus như đậu mùa, thủy đậu và sởi. Ở Bắc Kerala, Vasoorimala được tôn thờ và biểu diễn với tên gọi Vasoorimala Theyyam. Theo thần thoại, Manodari, vợ của A-tu-la tên là Darikan sau đó được đặt tên là Vasoorimala.

## Từ nguyên
Vasoori là từ trong tiếng Malayalam để chỉ bệnh đậu mùa. Vasoorimala theo nghĩa đen có nghĩa là mụn mủ.

## Tiểu sử
Vào thời cổ đại, người ta tin rằng bệnh tật là do cơn thịnh nộ của Đức Chúa Trời gây ra. Vì vậy, họ tôn thờ những vị thần gieo mầm bệnh và những vị thần chữa lành bệnh. Vasoorimala được cho là vị thần của các bệnh truyền nhiễm như đậu mùa, thủy đậu, sởi, ... Vasoorimala được tôn thờ như một vị thần phụ trong các ngôi đền ở Kerala bao gồm Đền Kodungallur Bhagavathy, Đền Valiyakulangara Devi, Mahadevikad, và Sri Porkili Kavu.

## Thần thoại

### Vợ của Darikan
Câu chuyện về Bhadrakali rất nổi bật trong thần thoại Ấn Độ, và nữ thần Bhadrakali được thờ phụng trên khắp Ấn Độ. Theo Markandeya Purana, A-tu-la tên là Darikan (còn được đánh vần là Darukan) và nữ thần Bhadrakali xuất hiện từ con mắt thứ ba của Chúa Shiva đã giết ông ta trong một trận chiến.
Câu chuyện về Vasoorimala từ văn học dân gian Kerala được nhắc đến trong Aithihyamala do Kottarathil Sankunni viết. Trong cuộc chiến giữa Bhadrakali và Darikan, khi gần như chắc chắn rằng Darikan sẽ chết trong trận chiến với Bhadrakali, Manodari, vợ của Darikan đã tiếp cận Kailasa và bắt đầu sám hối để làm hài lòng Chúa Shiva. Hài lòng với sự tôn thờ của mình, Shiva lau mồ hôi trên cơ thể và đưa cho bà và nói rằng nếu phun nó lên cơ thể của mọi người, họ sẽ cung cấp tất cả những gì bà yêu cầu. Manodari nhìn thấy Bhadrakali, người đã chiến thắng trong trận chiến. Vì tức giận, bà đã phun mồ hôi lên cơ thể của Bhadrakali, kết quả là bệnh đậu mùa xuất hiện trên cơ thể của Bhadrakali. Bhadrakali đã xuyên thủng mắt Manodari, đặt tên bà là Vasoorimala và trở thành bạn đồng hành của chính mình.

### Khác
Một huyền thoại khác nói rằng Vasoorimala xuất hiện từ thần thức Shiva khi Thần Shiva mắc bệnh đậu mùa. Vasoorimala có thể được coi là một tín đồ của Kurumba (Bhadrakali) trong việc giết Darika.

## Văn hóa

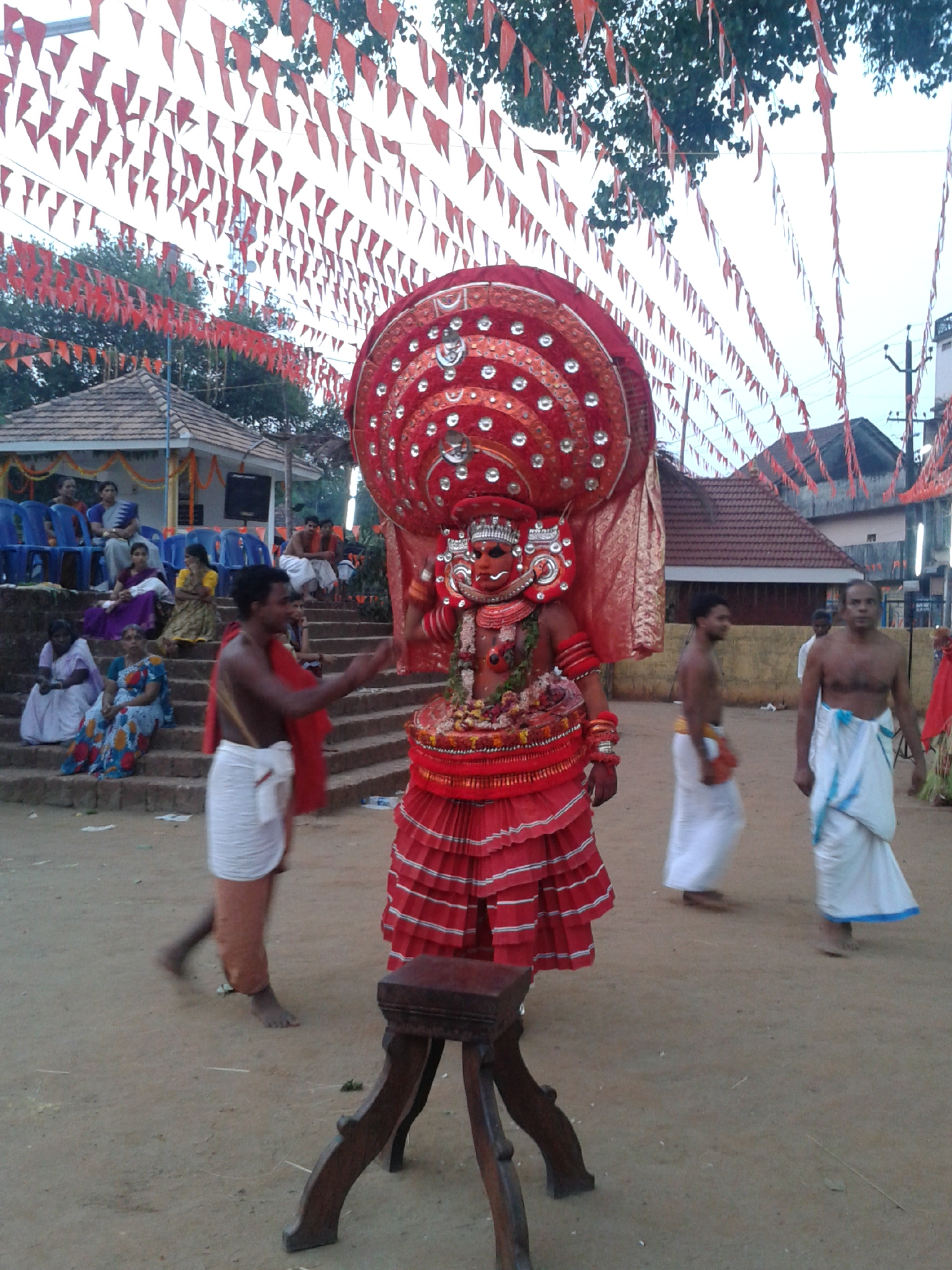

Vasoorimala Theyyam là một hình thức thờ phụng được biểu diễn trong các ngôi đền ở Bắc Kerala. Khi đại dịch đậu mùa bùng phát, người dân tin rằng mọi người bắt đầu thờ cúng bệnh đậu mùa để khỏi bệnh. Hình thức theyyam đang được thực hiện để chữa bệnh.